# Alfred Keller

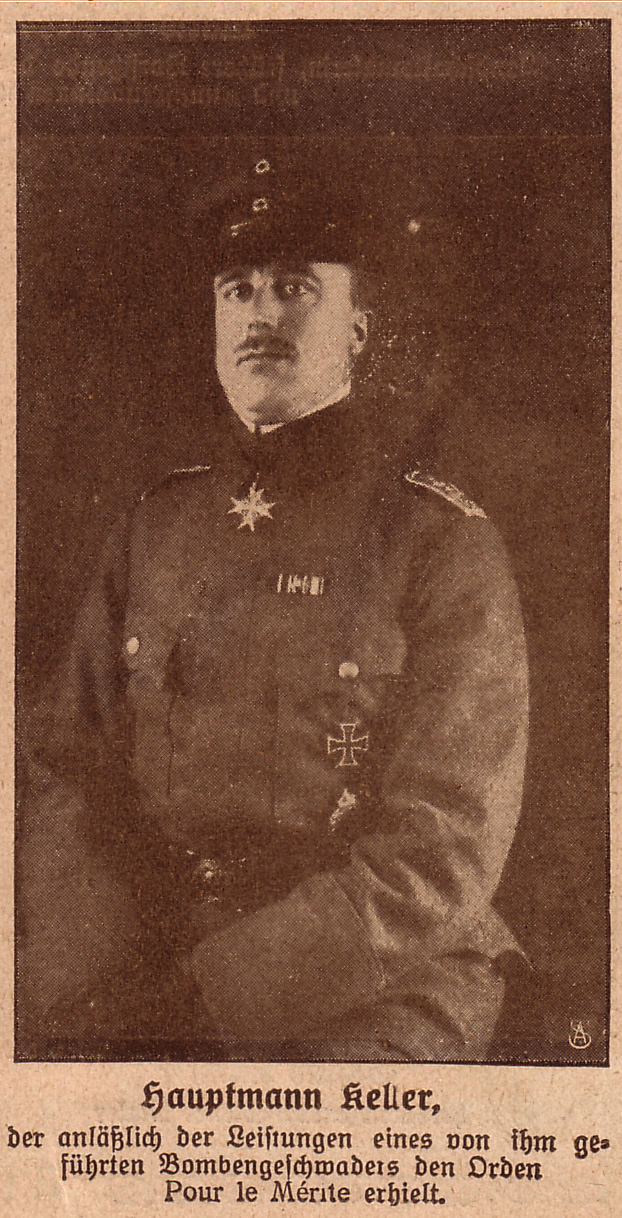
Hauptmann Alfred Keller

Alfred Keller (* 19. September 1882 in Bochum; † 11. Februar 1974 in Berlin) war ein deutscher Generaloberst der Luftwaffe im Zweiten Weltkrieg.

## Leben

### Fliegerausbildung und Erster Weltkrieg
Keller trat 1902 nach Absolvierung von Volksschule und Realgymnasium als Fahnenjunker in die Preußische Armee ein und begann seine militärische Laufbahn als Pionier im 1. Westpreußischen Pionier-Bataillon Nr. 17 an. Als Oberleutnant wurde er 1912 in Metz zum Flugzeugbeobachter, ein Jahr später bei der AEG in Niederneuendorf zum Flugzeugführer ausgebildet.
Bei Ausbruch des Ersten Weltkriegs führte er als Hauptmann die Feldfliegerabteilung 27, übernahm im Herbst 1915 vor der Schlacht von Verdun die Führung des Armeeflugparks 5 und führte während der Schlacht an der Somme den Armeeflugpark 1. Im Herbst erhielt Keller das Kommando über die Feldfliegerabteilung 40, wobei er sich besonders durch Nachtflugeinsätze bewährte. Nachdem Keller am 1. April 1917 zum Kommandeur des Bombengeschwaders der Obersten Heeresleitung (Bogohl 1) ernannt wurde, entwickelte er die Taktik des Nachtbombenflugs weiter und galt bald neben Hermann Köhl als bedeutendster Nachtflugexperte der deutschen Fliegertruppe. In dieser Funktion führte er zahlreiche Bombenangriffe auf die französischen Kanalhäfen und später auch auf Paris durch, die er alle selbst am Steuer eines Friedrichshafen-Bombers anführte und bei denen er durch seine genaue Einsatzplanung eigene Verluste weitgehend vermeiden konnte. Besonders bekannt wurde der erste Nachtangriff auf Paris, den Keller am 31. Januar 1918 mit seinem Geschwader durchführte. Für sein Wirken wurde Keller neben beiden Klassen des Eisernen Kreuzes, dem Ritterkreuz des Königlichen Hausordens von Hohenzollern mit Schwertern, dem Bayerischen Militärverdienstorden IV. Klasse mit Schwertern und der Krone und der Hessischen Tapferkeitsmedaille am 4. Dezember 1917 mit dem Orden Pour le Mérite ausgezeichnet.

### Weimarer Republik
Bei Kriegsende 1918 verließ Keller die Armee und wurde zunächst Leiter des Landflugdienstes der Deutschen Luftreederei, der ersten deutschen Fluggesellschaft, einem Vorgänger der Deutschen Lufthansa. Keller flog die Flugzeuge der ersten deutschen Fluglinie zwischen Berlin und Weimar. 1923 wechselte er als Leitender Angestellter zur Junkers-Luftreederei und war dort zuletzt Geschäftsführer der Danziger Luftpost. 1925 wurde Keller Leiter der Deutschen Verkehrsfliegerschule in Berlin-Staaken, die 1928 nach Braunschweig verlegt wurde. Hier wurde bereits in der Reichswehrzeit mit der geheimen Ausbildung neuer Militärpiloten begonnen.

### Wehrmacht und Zweiter Weltkrieg

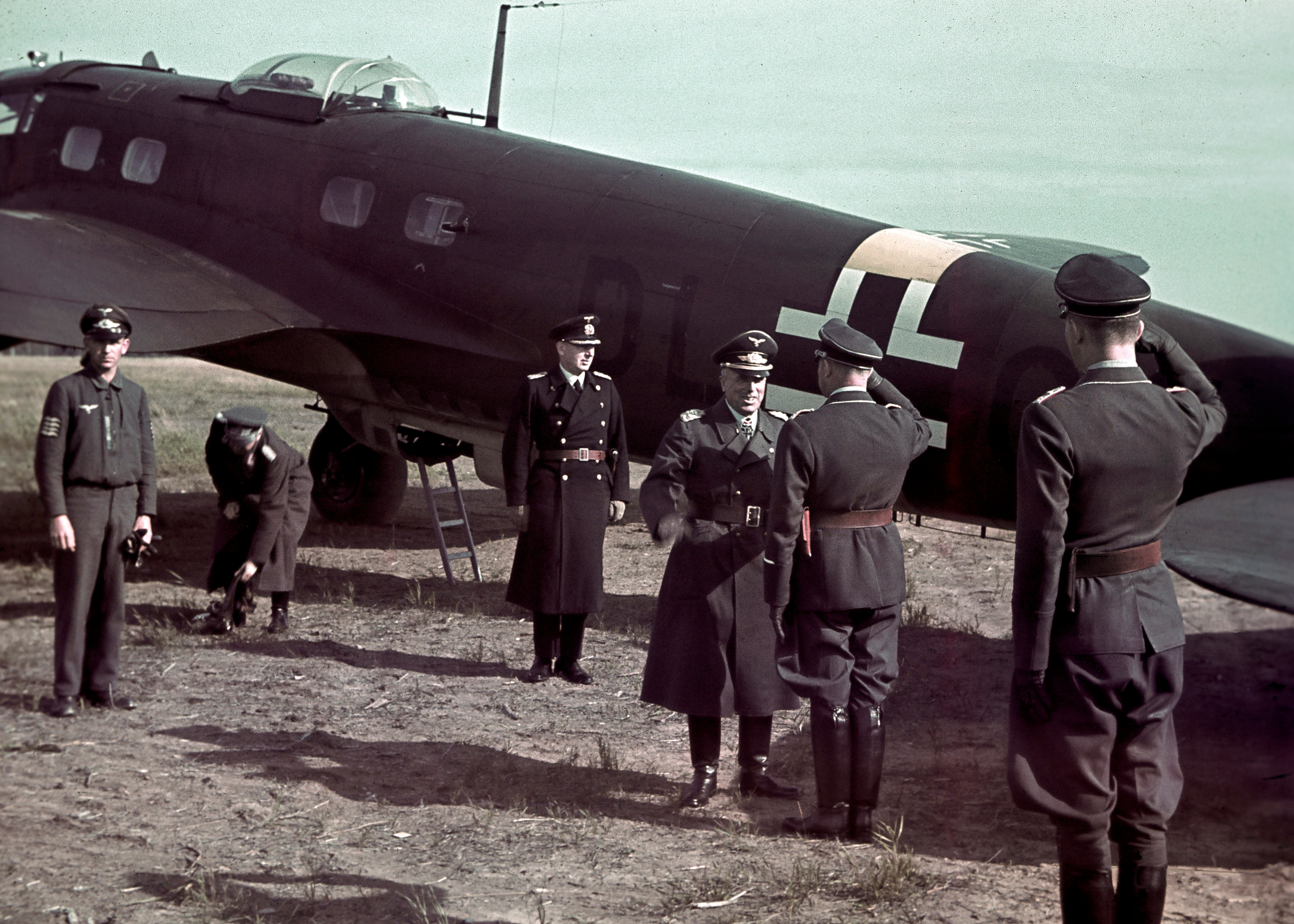
Keller begrüßt nach seiner Ankunft in Finnland am 13. August 1942 deutsche Offiziere.

1934 ließ sich Keller als Oberst in der neugebildeten Luftwaffe reaktivieren, blieb aber zunächst noch Leiter seiner Flugschule. Erst nach einem halben Jahr wechselte er als Kommodore eines Kampfgeschwaders nach Faßberg und wurde 1935 Kommandeur der fliegenden Verbände im Luftkreis IV. Am 1. April 1936 wurde er zum Generalmajor ernannt. Anfang 1938 erfolgte seine Ernennung zum Kommandierenden General im Luftkreis II (Berlin) unter Beförderung zum Generalleutnant. Ein halbes Jahr später wurde er Befehlshaber des Luftwaffenkommandos Ostpreußen. Anfang 1939 wechselte Keller an die Spitze der 4. Fliegerdivision, was nominell einem Abstieg gleichkam. Er behielt jedoch ausdrücklich den Rang eines Kommandierenden Generals und wurde am 1. April zum General der Flieger befördert.
Wenige Wochen nach Ausbruch des Zweiten Weltkrieges wurde Keller zum Kommandierenden General des IV. Fliegerkorps ernannt. Dieser Verband operierte während des Westfeldzuges vorwiegend in Belgien und den Niederlanden, wofür Keller am 24. Juni 1940 das Ritterkreuz des Eisernen Kreuzes erhielt und am 19. Juli zum Generaloberst befördert wurde. Einen Monat später wurde er zum Chef der Luftflotte 1 und Luftwaffenbefehlshaber Ost ernannt. In dieser Funktion nahm er von 1941 bis 1943 am Krieg gegen die Sowjetunion teil, wobei die ihm unterstellten Einheiten vorwiegend im Bereich der Heeresgruppe Nord zum Einsatz kamen.
Als die deutsche Luftüberlegenheit im Sommer 1943 auch im Osten verlorenzugehen drohte, entband man den mittlerweile fast 61-jährigen Keller von seinem Kommando und ersetzte ihn durch den 16 Jahre jüngeren Günther Korten. Keller wurde auf die Position des Korpsführers des Nationalsozialistischen Fliegerkorps abgeschoben, das für die Ausbildung des Pilotennachwuchses verantwortlich war. In dieser Stellung verblieb er bis zum Kriegsende. Er war Inhaber des Gemeinsamen Flugzeugführer- und Beobachterabzeichens in Gold mit Brillanten und der Ehrenblattspange der Luftwaffe.

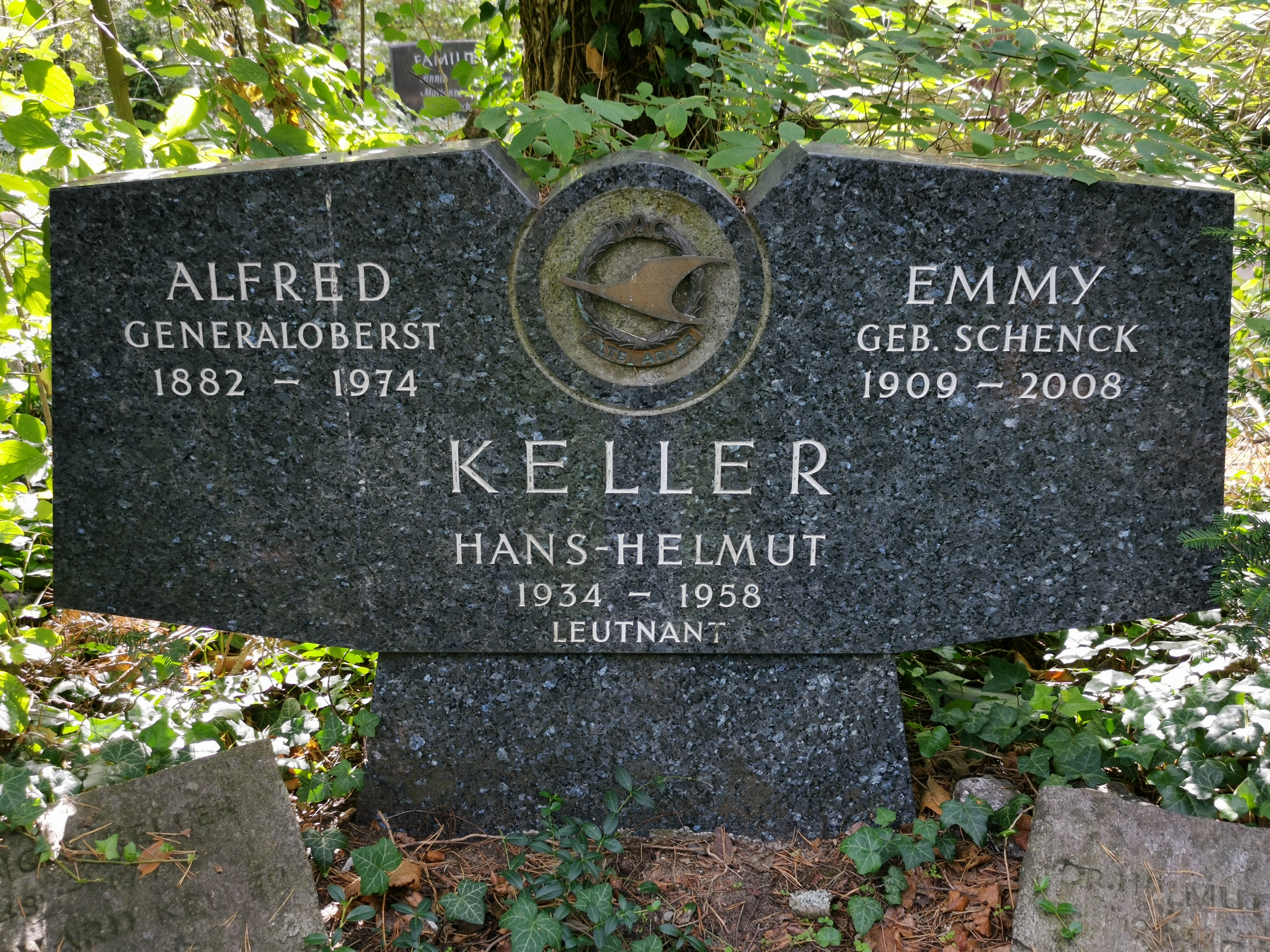
Grabstelle auf dem Waldfriedhof Berlin-Zehlendorf

### Nachkriegszeit
Nachdem Keller 1947 aus der britischen Kriegsgefangenschaft zurückgekehrt war, setzte er sich für die Gründung eines Interessenverbandes ein, dem Träger der höchsten Orden beider Weltkriege angehören sollten. Diese Bemühungen führten 1955 zur Gründung der Ordensgemeinschaft der Ritterkreuzträger, deren Vorsitzender er einige Jahre lang war.
Alfred Keller starb 1974 im Alter von 91 Jahren in Berlin. Sein Grab befindet sich auf dem Waldfriedhof Zehlendorf. Dort ist außer seiner Frau auch sein Sohn Hans-Helmut Keller begraben, der als Leutnant am 16. September 1958 beim Absturz eines Vertol H-21 der United States Army bei einer Übung nahe Caldern starb.